# Samenwerkingsverband Regio Eindhoven

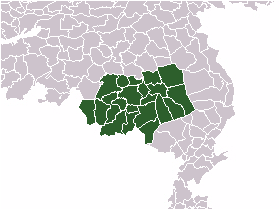

Het Samenwerkingsverband Regio Eindhoven, afgekort bekend als SRE, was tussen 1993 en 2015 een regionaal bestuursorgaan in het zuidoosten van Noord-Brabant. Het SRE kan gezien worden als de opvolger/voortzetting van de rond 1986 opgeheven Agglomeratie Eindhoven. Het SRE omvatte 21 gemeenten met een totale oppervlakte van 1.457,81 km² en een totaal aantal inwoners van driekwart miljoen (749.841), en huisvestte 34.890 bedrijfsvestigingen die gezamenlijk 332.900 banen vertegenwoordigden.
Het SRE was onderverdeeld in drie diensten:
- SRE (voorheen REZ);
- Milieudienst (de grootste dienst van het SRE);
- Regionaal Historisch Centrum Eindhoven.

Op 1 januari 2015 zijn de plusregio's bij wet opgeheven. Het SRE is daarmee opgehouden te bestaan. Sinds 1 maart 2014 bestaat een nieuw samenwerkingsverband in de regio onder de naam Metropoolregio Eindhoven.

## Taken
Het SRE vervulde drie soorten taken:
- Taken als verlengd lokaal bestuur. Dit zijn taken die de gemeenten gezamenlijk gedelegeerd hebben aan het SRE.
- Taken als plusregio. Dit waren taken waarvoor het SRE wettelijke bevoegdheden had. Deze taken waren merendeels van provincies overgenomen. Voorbeelden hiervan zijn het opdrachtgeverschap voor openbaar vervoer en jeugdzorg.
- Taken die een of meer gemeentes in het gebied uitbesteedden aan het SRE.

## Openbaar vervoer
Het Stads- en streekvervoer in Noord-Brabant behoorde niet geheel toe aan de autoriteit van de provincie Noord-Brabant. Als plusregio was het SRE opdrachtgever (concessieverlener) van het openbaar vervoer in Zuidoost-Brabant. De exploitatie in het gebied vond plaats door Hermes. Op initiatief van het SRE werd de Phileas ontwikkeld, een geleide bus die rijdt op de HOV-lijnen in Eindhoven naar de nieuwbouwwijk Meerhoven, Eindhoven Airport en Veldhoven.

## Aangesloten gemeenten
| Gemeente          | Inwonertal |
| ----------------- | ---------- |
| Asten             | 17.294     |
| Bergeijk          | 19.193     |
| Best              | 31.220     |
| Bladel            | 20.980     |
| Cranendonck       | 20.866     |
| Deurne            | 33.183     |
| Eersel            | 20.188     |
| Eindhoven         | 246.443    |
| Geldrop-Mierlo    | 40.736     |
| Gemert-Bakel      | 31.428     |
| Heeze-Leende      | 16.800     |
| Helmond           | 95.884     |
| Laarbeek          | 23.233     |
| Nuenen            | 24.231     |
| Oirschot          | 19.267     |
| Reusel-De Mierden | 13.577     |
| Someren           | 20.187     |
| Son en Breugel    | 17.949     |
| Valkenswaard      | 31.700     |
| Veldhoven         | 46.826     |
| Waalre            | 17.995     |